# Bels Lijntje (fietspad)

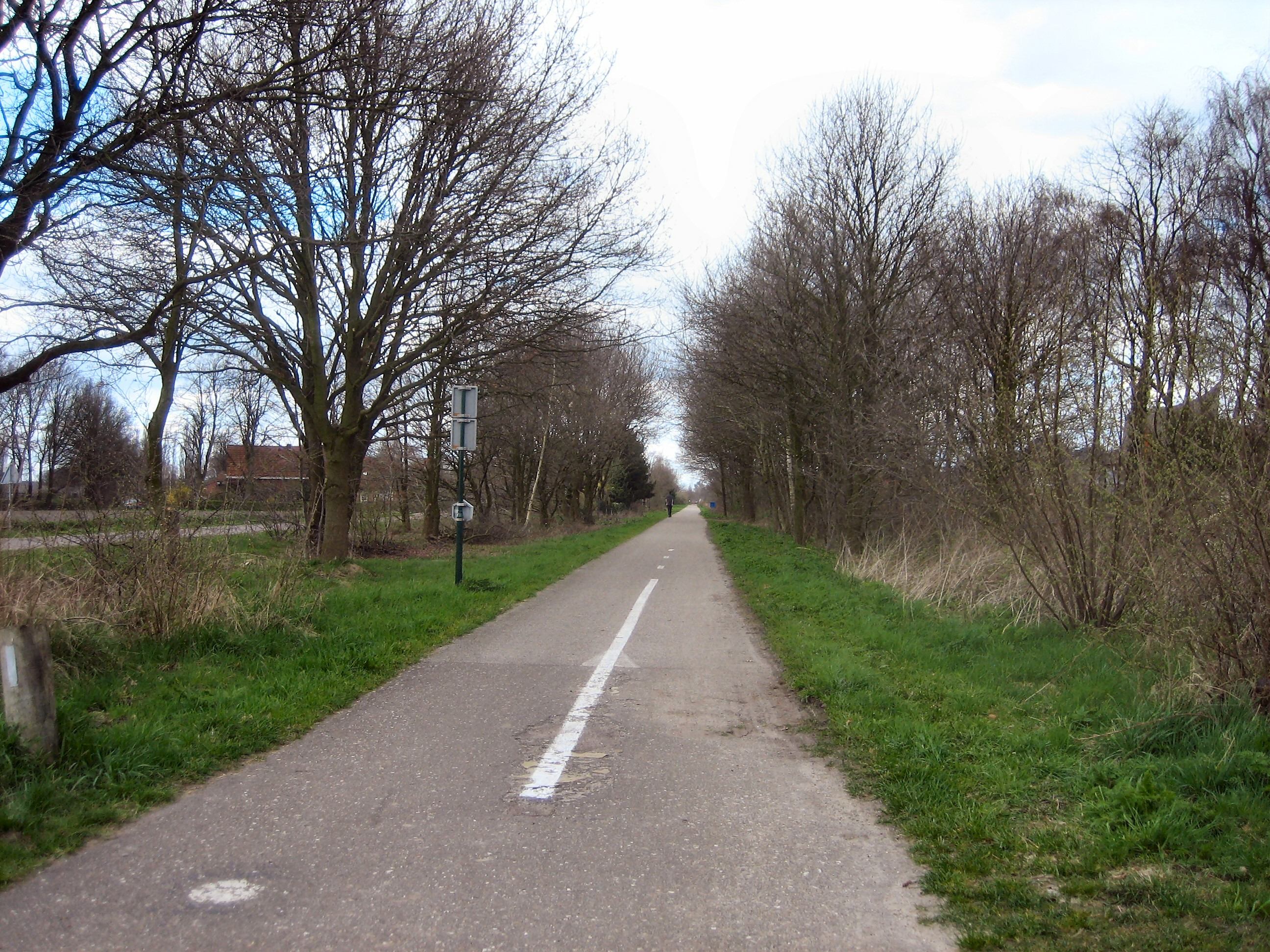
Bels Lijntje ten zuiden van Baarle-Nassau

Het Bels Lijntje is een fietspad dat is aangelegd op het voormalige traject Tilburg - Turnhout van spoorlijn 29.

## Geschiedenis
Na de sluiting van het commerciële passagiersvervoer over het traject in 1934 en het goederenvervoer in 1960 was het spoor alleen nog gebruikt tussen 1974 en 1982 door de Stichting Stoomtrein Tilburg-Turnhout voor toeristische ritjes. De stichting ging failliet in 1982 en in 1986 nam de NS het besluit om het spoor af te breken. In 1989 begon men met de bouw van het fietspad, wat in 1993 klaar was. De stichting "Food for Bees" wilde van het fietspad een ecologische verbinding speciaal voor bijen maken. In januari 2021 werd het kunstwerk De poort van Baarle van Tim Hoefnagels enkele meters boven het fietspad geplaatst.

## Beschrijving
Het fietspad heeft een lengte tussen 30 en 37 kilometer. Ongeveer 22 kilometer hiervan is in Nederland en 8 kilometer in België. Het fietspad gaat negen keer de grens over. Het fietspad begint bij station Tilburg en eindigt bij station Turnhout.

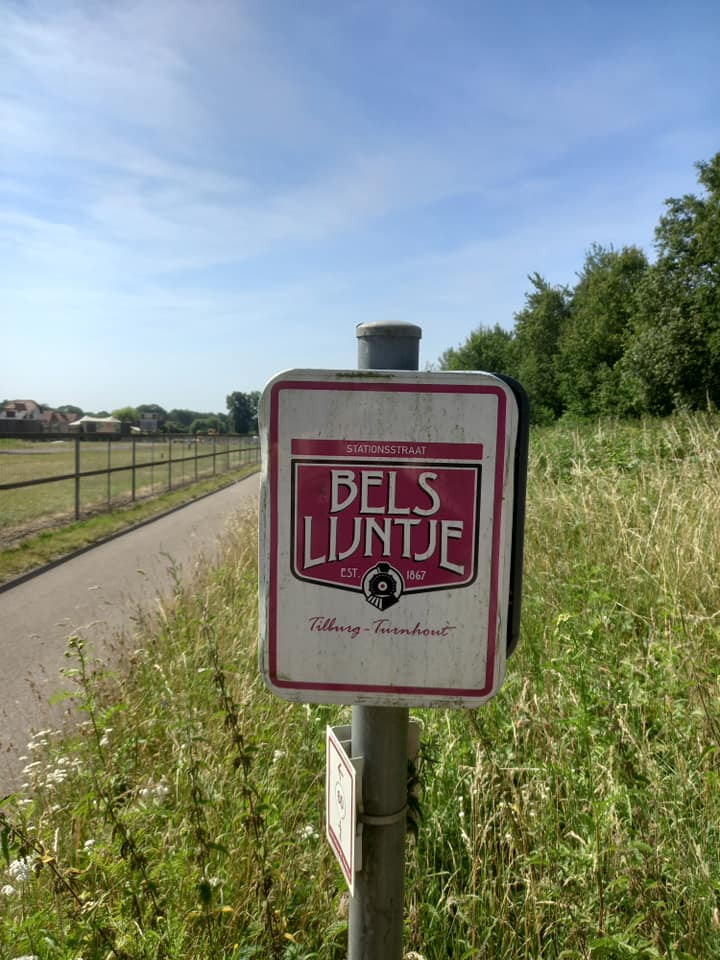
Routebord
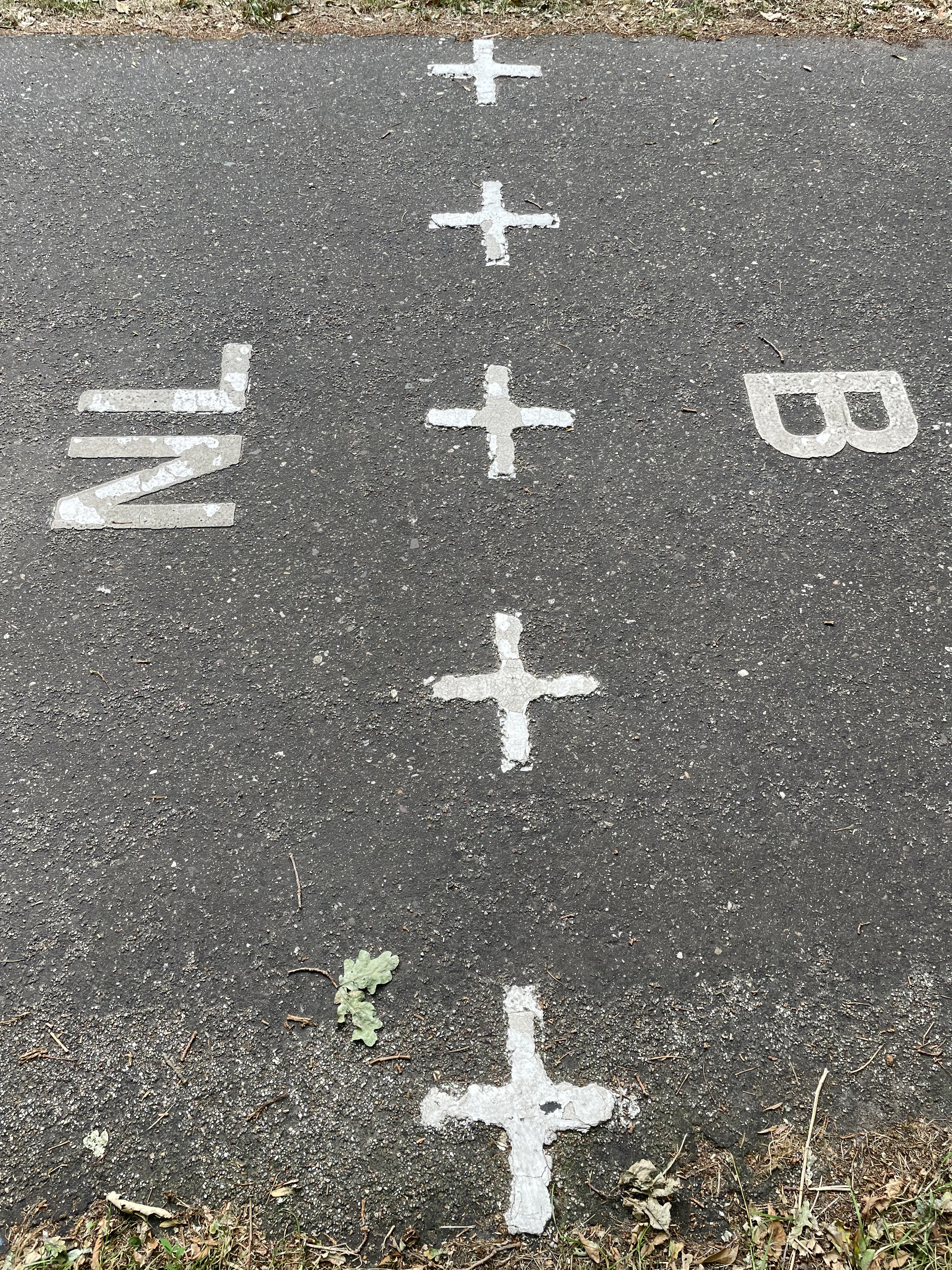
Een van de negen grensovergangen
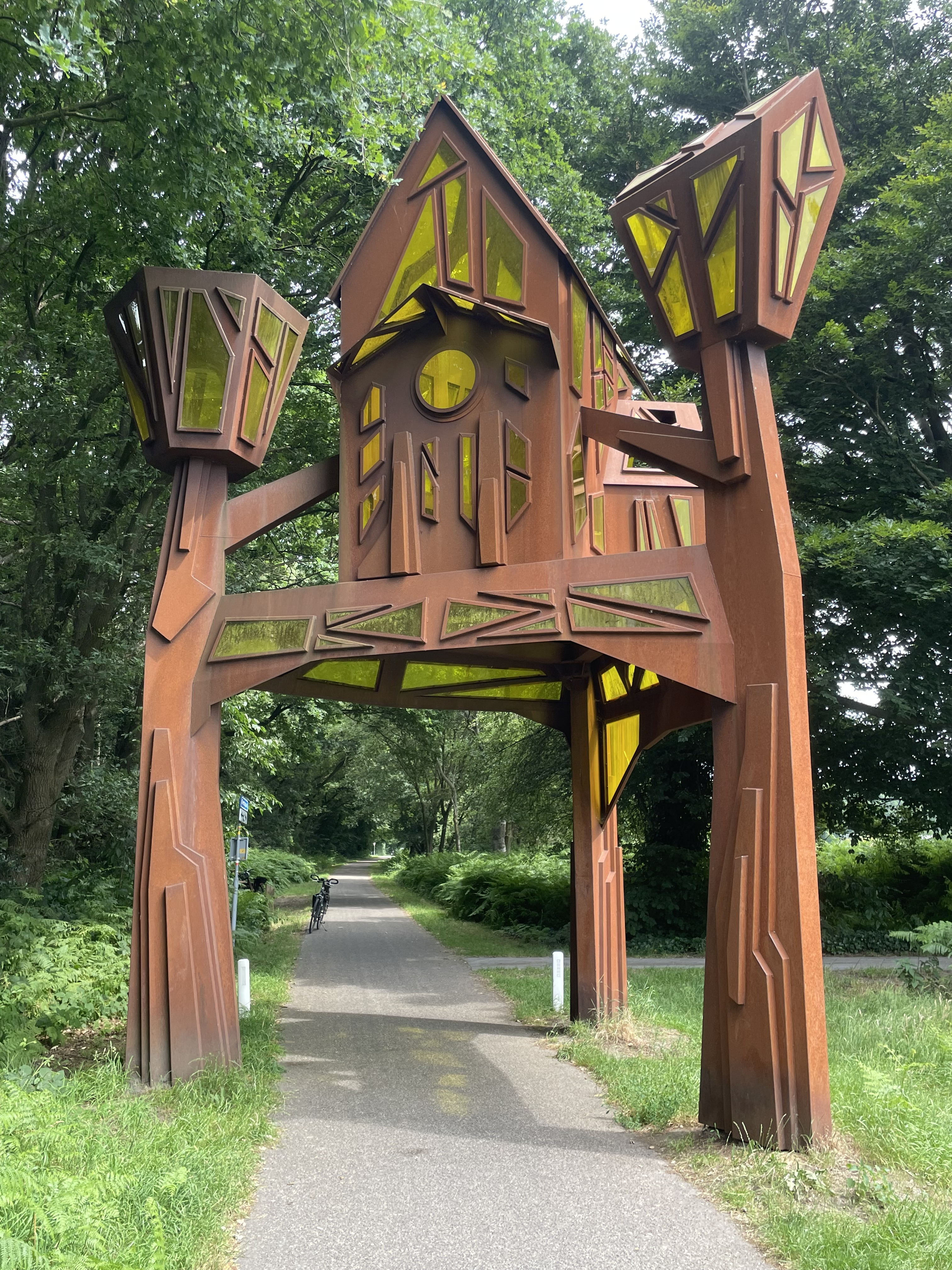
Poort van Baarle